# Wenn wir alle Engel wären (1956)
Wenn wir alle Engel wären ist eine deutsche Filmkomödie von Günther Lüders aus dem Jahr 1956. Nach der gleichnamigen Umsetzung des Stoffs im Jahr 1936 war es die zweite Verfilmung des gleichnamigen Romans von Heinrich Spoerl.

## Handlung
„Ordnung, Sauberkeit und Pflichtbewusstsein“ – so lautet die Lebensdevise des Weinbacher Stadtbibliothekars Christian Kempenich. Die Ehe von Christian und Elisabeth ist glücklich, auch wenn Christians Cousine Selma die Beziehung nicht schätzt. Als Christian zur Taufe von Zwillingen für einen Tag zu Verwandten nach Düsseldorf fährt, nutzt Selma die Gelegenheit, um vor Elisabeth an Christians Treue zu zweifeln. Gleichzeitig hinterfragt sie kritisch die Gesangsstunden, die Elisabeth bei dem Sänger Enrico Falotti nimmt.
Elisabeth unternimmt während Christians Abreise spontan eine lang gewünschte Schiffsfahrt auf der Mosel gen Cochem und Koblenz. An Bord ist auch Falotti, der gerne der Mann an Elisabeths Seite wäre, jedoch stets von ihr abgewiesen wird. Er verwickelt sie in ein Gespräch und bald sitzen beide in einer großen Runde und trinken Wein. Elisabeth verpasst eine Station nach der anderen und geht schließlich mit Falotti in Koblenz von Bord. Der letzte Zug nach Weinbach ist längst abgefahren, so dass beide ein Hotel nehmen wollen.
Christian hat sich auf der Tauffeier nicht wohlgefühlt und sich stattdessen mit seinem Freund Robert getroffen. Da dieser mit einer Freundin ausgehen wollte, landen alle drei schließlich in einem Tanzlokal, das Christian betrunken mit einer fremden Frau verlässt. Am nächsten Tag erwacht er in einem ihm unbekannten Hotelzimmer. Auf dem Bett liegt die Frau vom Vorabend und Christian verlässt entsetzt das Hotel. Die Frau wiederum reagiert wütend und stiehlt die Hotelbettwäsche.
Christian und Elisabeth erscheinen fast gleichzeitig zurück in Weinbach und spielen dem anderen vor, alles sei wie geplant gelaufen: Er war über Nacht bei Verwandten und sie zu Hause. Erst als Christian und Elisabeth wegen angeblich gestohlener Bettwäsche bei der Polizei erscheinen sollen, bröckelt die Fassade. Da Christian nicht, wie im Hotelbuch angegeben, mit seiner Frau ein Zimmer geteilt hat, und auch Elisabeth später nicht verraten will, in welchem Hotel sie die Nacht verbracht hat, verdächtigt und zerstreitet sich das Ehepaar. Getrennte Betten sind die Folge, Christian wird auf seiner Arbeitsstelle zunehmend von den Kunden geschnitten und auch der Versuch, Falotti zu bestechen, schlägt fehl – als Falotti vor Elisabeth behauptet, dass er in jener Nacht in Düsseldorf war und sich unter fremdem Namen im Hotel aufgehalten hat, weiß sie, dass er lügt.
Die ganzen Schwindeleien im Privatleben wie auch vor der Polizei führen schließlich zu einer Gerichtsverhandlung. Christians Anwalt Genius lässt dabei sämtliche Hotelpagen aus Koblenz erscheinen, die Elisabeth identifizieren sollen. Einer erinnert sich, dass sie in jener Nacht mit ihrem Mann in Koblenz war. Nach einigem Chaos kommt die Wahrheit ans Licht: Elisabeth und Falotti wollten die Nacht in einem Hotel verbringen, weil sie den letzten Zug nach Weinbach verpasst hatten. Als Falotti jedoch ein Doppelzimmer für beide bestellte, ohrfeigte Elisabeth ihn und verbrachte stattdessen die Nacht allein am Bahnhof. Christian wiederum ist unschuldig, weil eine unbekannte Frau seine Betrunkenheit ausnutzte und nach seinem Verschwinden die Bettwäsche stahl. Beide Angeklagte werden freigesprochen und wissen nun, dass „Ordnung, Sauberkeit und Pflichtbewusstsein“ zwar wichtig sind, aber Menschen auch Fehler machen dürfen, weil sie schließlich keine Engel sind.

## Produktion

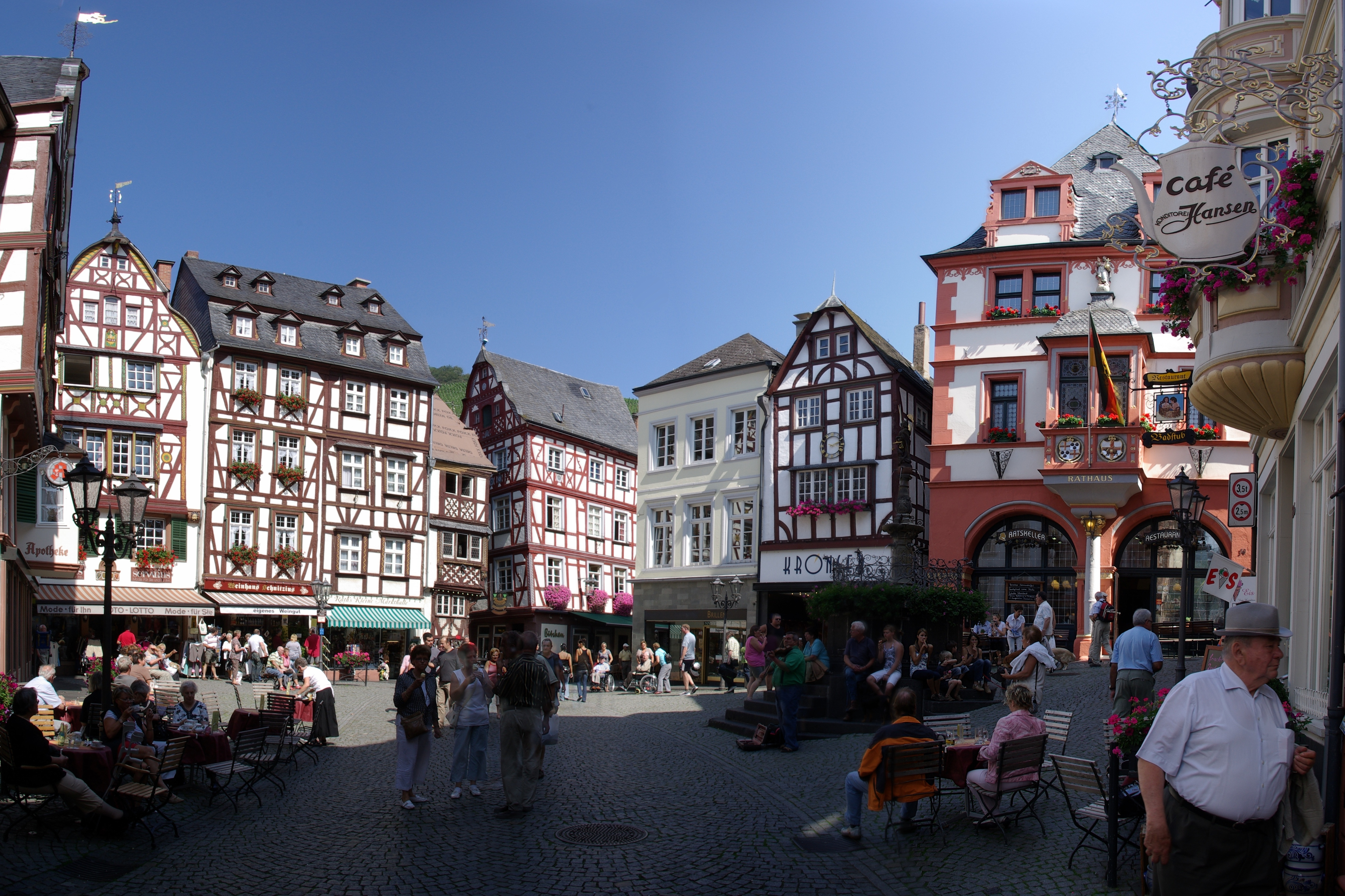
Der Marktplatz von Bernkastel-Kues, ein Drehort des Films

Wenn wir alle Engel wären wurde vom 13. Juli bis zum 25. August 1956 an der Mosel in Traben-Trarbach sowie in Weilheim und Düsseldorf gedreht. Der Platz, den Christian Kempenich jeden Tag von seiner Bibliothek nach Hause durchquert, ist der Marktplatz von Bernkastel.
Der Film kam am 21. September 1956 per Massenstart in die deutschen Kinos.
Er war das Regiedebüt des Schauspielers Günther Lüders.
Der Film enthält einige Gesangseinlagen, zum Beispiel singt Marianne Koch das Lied Nach einem Tag wie heut.

## Kritik
Der film-dienst kritisierte 1956, dass der Film „längst nicht alle Möglichkeiten liebevoller Ironie über kleinbürgerliche Enge und moralische Etikette ausschöpft“ und kritisierte das Spiel Dieter Borsches, dem es an ironischer Leichtigkeit fehle: „Seine angestrengte Komik wirkt zuweilen geradezu peinlich“.
Das 1990 vom film-dienst herausgegebene Lexikon des internationalen Films nannte den Film „etwas schwerfälliger inszeniert [als der 1936 entstandene Film] und ohne Spoerls hintergründige Charakterkomik“.
Cinema befand: „Die Posse basiert auf dem gleichnamigen Heinz-Rühmann-Lustspiel von 1938 [sic!], erreicht aber nicht dessen Frivolität. Fazit: So verklemmt wie seine Protagonisten.“